# Tmarus holmbergi
Tmarus holmbergi är en spindelart som beskrevs av Rita Delia Schiapelli och Gerschman 1941. Tmarus holmbergi ingår i släktet Tmarus och familjen krabbspindlar. Inga underarter finns listade i Catalogue of Life.